# Rafael Pinheiro
Rafael de Andrade Bittencourt Pinheiro, ou simplesmente Rafael Pinheiro (São Paulo, 3 de março de 1982) é um ex-futebolista brasileiro que atuava como goleiro.

## Carreira

### Santos
Nas categorias de base, representou Nacional e Corinthians, mas teve os primeiros momentos de destaque pelo Juventus quando, em 2000, foi vice-campeão da Copa São Paulo de Futebol Júnior pelo clube.
Logo em seguida, passou ao setor juvenil do Santos, onde passou a ser conhecido como Rafael Pinheiro. Rafael teve sua primeira chance no profissional em 2001.
Estreou como titular em 18 de setembro de 2002, na vitória pro 2x1 contra o Vasco em São Januário.
Fez parte do elenco Campeão Brasileiro de 2002 como terceiro goleiro, sendo reserva dos goleiros Júlio Sérgio e Fábio Costa, e atuou em 4 partidas da campanha vitoriosa.
Na equipe fez apenas sete partidas até a temporada de 2003.

### São Bento
Chegou a jogar a Série A2 do Paulista pelo Flamengo de Guarulhos, em 2004, e ficou meses sem clube. Fez testes no Villenshafen, da Alemanha, no Sheffield United, da Inglaterra, e passou um tempo no Shakhtar Donetsk, porém nada deu certo.
Enquanto isso, estudou, se formou em Administração e até ingressou numa pós-graduação.
Após uma indicação do amigo Elano, fez um teste no São Bento, que estava se preparando para o Paulista de 2007 e seria treinado por Freddy Rincón.
Ficou até 2007, para acertar com o Hellas Verona, na época na 3º divisão italiana.

### Hellas Verona
Chegou a equipe na Lega Pro italiana, e foi ganhando espaço e sendo crucial para equipe do Vêneto nos acesso até a Serie A, depois de 11 anos de ausência. Logo na temporada 2007/08 se firmou como titular.
Com grandes defesas, foi eleito como melhor goleiro da Serie B 2011-12 e levou o Hellas até as semifinais dos playoffs de promoção à elite.
Sua estreia na Serie A foi na temporada 2013/2014 contra a equipe do AC Milan, em agosto de 2013.
Na temporada 2014/2015, terminaram em 13º lugar, garantindo a permanência para a temporada 2015/2016.
No clube atuou até 2016, sendo vendido ao Cagliari. No Verona, Rafael fez 314 jogos e é o quarto na lista de atletas que mais vezes defenderam o clube e o único estrangeiro entre os 10 primeiros.

### Cagliari
Rafael se transferiu para o Cagliari Calcio em 2016. Na troca, Rafael veio do Hellas Verona e Marco Fossati saiu do time de Cagliari.
Chegou ao Cagliari para ser reserva do veterano Marco Storari e fez parte do grupo que conseguiu o acesso para a Serie A, jogando apenas uma partida. Em janeiro de 2017, com a saída do companheiro para o Milan, assumiu a titularidade.
Após ficar boa parte do tempo no banco de reservas e atuar em apenas 18 jogos, em 2020-21, depois de seu contrato se encerrar, se transferiu para o Spezia, no intuito de agregar experiência a um time que estreava na Serie A.
Aos 39 anos, Rafael pendurou as luvas.

## Títulos
Santos
- Campeonato Brasileiro: 2002[4]

Cagliari
- Serie B: 2015-16